# ACTION (B'zのアルバム)
『ACTION』（アクション）は、日本の音楽ユニット・B'zが、2007年12月5日にリリースした、16作目のオリジナル・アルバムである。

## 内容
前作『MONSTER』より約1年半ぶりのリリースで、B'z結成20周年を記念したオリジナル・アルバム。
17曲収録と過去のアルバムと比較するとかなりボリュームがあるが、元々制作段階で23曲ものストックが完成しており、それを凝縮した。
前年の9月から曲制作が始まり、2007年1月からロサンゼルスに入って曲作りを行うが思うようにいかず、結局1曲も完成しないまま同月に一度帰国した。松本は「こんなに曲作りがうまくいかなかったのは初めて。すごいショックだった」と語った。その後、アレンジャーに寺地秀行を迎え、2月に入って「わるいゆめ」から新しく曲を制作し、その後ロサンゼルスでまとまらなかった曲をプリプロからやり直し、5月に再び渡米。その際は曲作りがスムーズに進んだ。この経緯もあって本作から19thアルバム『EPIC DAY』まで、寺地がB'zのメインアレンジャーに起用された。このため、ここ何作かで行ってきたジャムセッションではなく、東京でデモテープを作り込み、ロサンゼルスで楽器のダビングを行うという手法で制作された。
ライブ未演奏の曲が最多のオリジナル・アルバムでもある。
2018年に結成30周年記念として『DINOSAUR』までのオリジナル・アルバムと共にアナログレコード化された。

## 作品解説
上記のような経緯から、メンバーは「従来のB'zの十八番から抜け出したい」「マンネリを打破したい」と語っており、従来のハードロックやバラードだけではなく、ラテン調、ジャズ調、1950年代アメリカンポップス、シャッフルなどの様々なジャンルの要素を持った楽曲が収録されている。他にもDセクションやEセクションまで登場する複雑な曲構成、ギターサウンドがほとんど存在しない曲など、「結成20周年記念アルバム」と銘打ちながらも、従来のB'zとは大きく異なる曲や実験色の強い曲が多い。
当初、アルバムタイトルの候補に『光』があった。これは稲葉が数曲作詞した段階で「制作上のスランプの闇から『光を求めている』という姿勢が今回のテーマであることを自覚した」ことから。本作収録曲の歌詞の中にも「光」という言葉やそれを連想させる表現が多く使われている。メンバーは当初『光』をアルバムタイトルに考えたが、「光を求めてアクションを起こす」という響きのほうがしっくりくるという考えに至り、『ACTION』に落ち着いた。
後に稲葉は、次のように語っている。

## チャート記録
オリコンアルバムチャートで1位を獲得し、本作でB'zのオリコンアルバム1位獲得は、13作連続・通算21作目となり、通算アルバム1位獲得数で松任谷由実に並び歴代1位となった。「シングル1位獲得数」「シングル総売上枚数」「シングル・ミリオン獲得数」「アルバム1位獲得数」「アルバム総売上枚数」「アルバム・ミリオン獲得数」のシングル及びアルバムの主要6部門の内、リリース時点では「アルバム1位獲得数」を除く5部門で歴代1位となっており、上記の6部門制覇はオリコン初の記録となった。

## 収録曲
| 全作詞: 稲葉浩志、全作曲: 松本孝弘。 |                              |          |            |                                        |      |
| #                                    | タイトル                     | 作詞     | 作曲・編曲 | 編曲                                   | 時間 |
| 1.                                   | 「純情ACTION」               | 稲葉浩志 | 松本孝弘   | 松本孝弘・稲葉浩志・寺地秀行           | 3:05 |
| 2.                                   | 「黒い青春」                 | 稲葉浩志 | 松本孝弘   | 松本孝弘・稲葉浩志・寺地秀行           | 3:47 |
| 3.                                   | 「SUPER LOVE SONG」          | 稲葉浩志 | 松本孝弘   | 松本孝弘・稲葉浩志・池田大介・寺地秀行 | 3:57 |
| 4.                                   | 「満月よ照らせ」             | 稲葉浩志 | 松本孝弘   | 松本孝弘・稲葉浩志・池田大介・寺地秀行 | 3:59 |
| 5.                                   | 「パーフェクトライフ」       | 稲葉浩志 | 松本孝弘   | 松本孝弘・稲葉浩志・寺地秀行           | 3:38 |
| 6.                                   | 「一心不乱」                 | 稲葉浩志 | 松本孝弘   | 松本孝弘・稲葉浩志・寺地秀行           | 3:25 |
| 7.                                   | 「FRICTION -LAP 2-」         | 稲葉浩志 | 松本孝弘   | 松本孝弘・稲葉浩志・池田大介           | 3:06 |
| 8.                                   | 「ONE ON ONE」               | 稲葉浩志 | 松本孝弘   | 松本孝弘・稲葉浩志・寺地秀行           | 4:35 |
| 9.                                   | 「僕には君がいる」           | 稲葉浩志 | 松本孝弘   | 松本孝弘・稲葉浩志・寺地秀行           | 5:53 |
| 10.                                  | 「なんという幸せ」           | 稲葉浩志 | 松本孝弘   | 松本孝弘・稲葉浩志・徳永暁人・寺地秀行 | 4:59 |
| 11.                                  | 「わるいゆめ」               | 稲葉浩志 | 松本孝弘   | 松本孝弘・稲葉浩志・寺地秀行           | 4:34 |
| 12.                                  | 「HOMETOWN BOYS' MARCH」     | 稲葉浩志 | 松本孝弘   | 松本孝弘・稲葉浩志・寺地秀行           | 4:26 |
| 13.                                  | 「光芒」                     | 稲葉浩志 | 松本孝弘   | 松本孝弘・稲葉浩志・寺地秀行           | 4:51 |
| 14.                                  | 「トラベリンメンのテーマ」   | 稲葉浩志 | 松本孝弘   | 松本孝弘・稲葉浩志・寺地秀行           | 3:09 |
| 15.                                  | 「オレとオマエの新しい季節」 | 稲葉浩志 | 松本孝弘   | 松本孝弘・稲葉浩志・池田大介・寺地秀行 | 3:30 |
| 16.                                  | 「永遠の翼」                 | 稲葉浩志 | 松本孝弘   | 松本孝弘・稲葉浩志・徳永暁人           | 5:10 |
| 17.                                  | 「BUDDY」                    | 稲葉浩志 | 松本孝弘   | 松本孝弘・稲葉浩志・池田大介・寺地秀行 | 3:26 |

## 楽曲解説
1. 純情ACTION
  - 表題曲。
  - 松本が、こういうビートで曲を作りたいという事で制作された[11]。
  - 稲葉は歌詞について、テーマは割と苦しまずに出来たと言い、最初は「固まりかけた心を少し素直にしないとアクションは起こせないんだ」というところから始まり、しかもそれを自分も分かっていながら、頑固な故に打開できないという感じだという[11]。
  - PVは、『B'z SHOWCASE 2007 -19-』や「ALL-OUT ATTACK」のPVの映像を繋ぎ合わせたものとなっている。1番までしか作られていないが、曲と稲葉の口の動きが重なるように調節され、赤いトーンでまとめられている。
2. 黒い青春
  - イントロや間奏のギターのスケールがジャズ風になっている。
  - 「シェーンのシンバルロールから始まって、4ビートになっていくところが凄くカッコいい」と松本自身が語っている[11]。Bメロの最初は意外とコードがとりにくいという。また、松本はジャズのスケールブックを買って練習した。
  - 稲葉は歌詞について「わりと好きなタイプの曲なので、曲の持つ青春の影の持つドス黒いエネルギーを表現出来ればいいな」語っており、また「男の子がいろんなこと考えて、部屋でコソコソコソコソ何かやってる、みたいな（笑）。人には言えないことがいっぱいありそうな感じを出したかった」とも語っている[11]。
  - 2013年11月30日にオープンしたEX THEATER ROPPONGIこけら落とし公演では、オープニングナンバーとして演奏された。
3. SUPER LOVE SONG
  - 44thシングル。
4. 満月よ照らせ
  - 松本曰く「ロサンゼルスで最初はカタチにならなかった曲」[12]。
  - 特に悪いことをしているという自覚も無く、周囲に同調していじめを行っていた「僕」が、ある日を境に仲間はずれにされたことで生じた心境や考え方の変化を歌っている。
  - 稲葉曰く「自分の情けなさを全部さらしたいという気持ちとそれによってもう1回目覚めたい、という気持ちの歌なのかな」[12]。
5. パーフェクトライフ
  - サビの「Go on」という部分は仮歌の時からあったが、わかりやすいという事でそのままになっている[12]。
  - ザ・ナックの「マイ・シャローナ」のリフについて松本は「まあ、それぐらいナックの曲が強烈だっていう。ロックのマニュアルのひとつにはなっているかもしれないね（笑）」と語っている[12]。
  - PVは木下大サーカスの協力の下、サーカス場でメンバーが演奏している。監督は野田智雄。
  - アルバムツアー以外では『B'z LIVE-GYM Pleasure 2013 -ENDLESS SUMMER-』のホール公演、『エアロソニック』、EX THEATER ROPPONGIこけら落とし公演、『B'z SHOWCASE 2020 -5 ERAS 8820-』のDay4[13]でも演奏された。
6. 一心不乱
  - 松本のお気に入りの楽曲。この曲と「SUPER LOVE SONG」は必ず良くなるはずだと思いながらロスで制作しており、帰国後も何度も聴きながら「絶対よくなるはずなんだけど、何がいけないんだろう？」と作曲に苦労していた[12]。
  - 後になってキーを変えたり、細かい部分を沢山加えたり、テンポを変えたりしたと語っている[12]。
  - 歌詞は、松本の学生時代がモチーフとなっており、「がむしゃらにひきこもれ」というフレーズについて稲葉は「その昔、松本孝弘さんが雨戸を閉めて、家でギターを練習していたっていう話をイメージして」と語っている[12]。これについて松本は、「まさに自分の青春時代ですね」[12]。
7. FRICTION -LAP 2-
  - 44thシングル『SUPER LOVE SONG』3rd beat。
  - 本作にはアルバムバージョンとして収録されているが、2nd beat(3rd beat)の別バージョンがオリジナル・アルバムに収録されたのは、この曲が初めてである。
8. ONE ON ONE
  - 松本はメロディーが出来た際、「すごくいいなと自分で思えた曲でした。あんまり使ったことのないコード進行だったんですけど」と語っている[14]。
  - タイトルは1対1のバスケットボールを意味する「ONE ON ONE」が由来で、実際に稲葉が公園で見た際に「すごくシンプルで。見ていて逃げ場ないなって思った。それを人と人のコミュニケーションのやり方だとかそういうものに擬えて書いた」と語っている[14]。
  - 歌詞に「ホイッスル」「ゲーム」「ファール」などのスポーツ用語が登場する。
  - 2013年のEX THEATER ROPPONGIこけら落とし公演で約5年ぶりに演奏された。
9. 僕には君がいる
  - ピアノのイントロに、ストリングスが絡むバラード・ナンバー。
  - ギターサウンドが極端に少ない曲で、2コーラス目が終わるまでエレキギターが一切登場せず、ギターソロやDセクションを除けばサビにアコギのアルペジオがあるのみである。
  - 稲葉は歌詞について「礎がテーマというか（笑）。その人を愛することで喜びを得るという。それである種のモチベーションを得る」と語っている[15]。
10. なんという幸せ
  - 松本曰く、「日本の昭和ブルースっぽくて好き。若い子にはちょっと難しいかな（笑）」[15]。
  - 稲葉は歌詞について「幸せだけど、なんか物悲しいみたいな」と語っている[15]。
11. わるいゆめ
  - ウーリッツァーのイントロから始まる。
  - イントロのギターはサム・ピッキングで弾いており、松本曰く「今までのB'zにはないような感じ」[15]。
  - 平和の概念がテーマで、所々にジャズ風のアレンジがされている。
12. HOMETOWN BOYS' MARCH
  - 稲葉は歌詞について「生まれた町にずっと残ってるというのも、ある意味それなりに難しいことだろうから、そういうかっこよさと。あとは出ていくほうは、それなりに何か胸にありながら出ていく。それもわかっていて、行ってこいよ!っていう懐の深さを描いてます」と語っている[16]。
13. 光芒
  - 本作のテーマである「光」を歌っている曲。
  - 通常のサビとは別に、ラストに大サビが存在する。この部分は他の部分より後に考えて作られたもの[17]。
  - 稲葉によれば、歌っている時よりも聴いている時の方が、ヤケに伝わってくるという[15]。
  - 『B'z LIVE-GYM Pleasure 2018 -HINOTORI-』で約10年ぶりに演奏された。
  - プロ野球・東京ヤクルトスワローズの松本直樹捕手が、打席に立つ際の登場曲に使用している[18]。
14. トラベリンメンのテーマ
  - タイトルは「Traveling men（=旅人）」を意味する。
  - 松本曰く、アルバム制作の終盤で「たくさん曲入れよう」という事で最後に制作された[16]。
  - 2番が終わった後すぐCメロに入りそのまま終了という、B'zの楽曲では変わった曲構成をしている。
15. オレとオマエの新しい季節
  - 散々な結果に終わった1回目のロスでレコーディングされたものが、ほぼ原形となっている[16]。デモの段階で割と完成しており、「永遠の翼」の次ぐらいに完成した[19]。
16. 永遠の翼
  - 43rdシングル。「永遠の翼」の制作がこのアルバムに向けてのスタートとなった[9]。
17. BUDDY
  - アルバムツアー『B'z LIVE-GYM 2006 "MONSTER'S GARAGE"』の客出し曲に使われた[20]。
  - 間奏のラップは「ギター・ソロにいく前に、ちょっとエフェクト的に何か入れよう」という提案で追加された[21]。

## タイアップ
シングル曲については各作品の項目を参照
- 『JAPAN BASKETBALL LEAGUE 2007-2008』オフィシャルソング (#1)
- エムティーアイ「music.jp」CMソング (#5)
- TBS系『世界・ふしぎ発見!』エンディングテーマ (#8)
- 日本テレビ系ドラマ『The O.C.』エンディングテーマ (#15)

## 参加ミュージシャン
- 松本孝弘:ギター、全曲作曲・編曲
- 稲葉浩志:ボーカル、全曲作詞・編曲
- 寺地秀行:編曲 (#1-6.8-15.17)
- 池田大介:編曲 (#3.4.7.15.17)
- 徳永暁人(from doa):ベース (#7)、コーラス（#12.14）、編曲（#10.16）
- ジェレミー・コルソン:ドラム (#1.3-6.8.10-12.15)
- シェーン・ガラース:ドラム (#2.7.9.13.14.17)
- ジョシュ・フリーズ:ドラム (#16)
- ホアン・アルデレッテ:ベース (#1.4.6.8.15)
- ショーン・ハーリー:ベース (#2.5.9.10.12-14.16.17)、ウッドベース (#2)
- ロバート・ディレオ:ベース (#3.11)
- 小野塚晃（from DIMENSION）:オルガン (#3.6.8.10.14.17)、ピアノ (#4.8.9.11)、ウーリッツァー (#11)
- 大田紳一郎（from doa）:コーラス (#12.14)
- TAMA STRINGS:ストリングス (#9.11-13.16)
- 石橋尚子:ストリングス (#9.11-13)
- 磯田ひろみ:ストリングス (#16)
- 勝田かず樹 (from DIMENSION):サクソフォーン (#10.12)
- 佐々木史郎:トランペット (#10.12)
- 小林太:トランペット (#10.12)
- 河合わかば:トロンボーン (#10.12)
- 斎藤ノヴ:コンガ・シェイカー&タンバリン (#15)

## ライブ映像作品
シングル曲については各作品の項目を参照
純情ACTION
- B'z LIVE-GYM 2008 -ACTION-

黒い青春
- B'z LIVE-GYM 2008 -ACTION-
- 有頂天 (特典DVD)

満月よ照らせ
- B'z LIVE-GYM 2008 -ACTION-

パーフェクトライフ
- B'z LIVE-GYM 2008 -ACTION-
- B'z LIVE-GYM Pleasure 2013 ENDLESS SUMMER -XXV BEST-
- B'z SHOWCASE 2020 -5 ERAS 8820- Day1〜5

一心不乱
- B'z LIVE-GYM 2008 -ACTION-

FRICTION -LAP 2-
- B'z LIVE-GYM 2008 -ACTION-

ONE ON ONE
- B'z LIVE-GYM 2008 -ACTION-
- 有頂天 (特典DVD)

HOMETOWN BOYS' MARCH
- B'z LIVE-GYM 2008 -ACTION-

光芒
- B'z LIVE-GYM 2008 -ACTION-
- B'z LIVE-GYM Pleasure 2018 -HINOTORI-

## バンドスコアについて
B'zは3枚目のアルバム『BREAK THROUGH』以降、アルバムリリースと同時期にアルバム収録曲のバンドスコア（楽譜）を書籍として販売していた。しかし、本作『ACTION』のバンドスコアは書籍として販売せず、保護機能付きPDF形式のデジタル書籍のみの販売となった。ちなみにそれまでのバンドスコアが約3,000〜4,000円だったのに対し、このスコアは1曲420円となっている。仮に17曲全部購入した場合の総額は7,140円となるため、従来に比べ高価であった。
その後、本作のバンドスコアを唯一ダウンロード販売していたビーイング系音楽ポータルサイト「Musing」（販売当時は「BGV.JP」）は、2014年12月にデジタル書籍サービスを終了しており、「Musing」サイトからデジタル書籍を購入・ダウンロードすることは不可能となった。「Musing」はデジタル書籍サービスの業務を他に委託していないため、本作のバンドスコアは現在入手不可能となっている。
また、本作を最後にオフィシャルバンドスコアは発売されていない。